# Мартищук Василь Михайлович
Васи́ль Михáйлович Марти́щу́к (нар. 1943, с. Снідавка, Косівський район, Івано-Франківська область) — майстер унікальних гуцульських скрипок. Мистецтвознавці назвали його «гуцульський Страдіварі». Виробив власну авторську методу створення автентичної гуцульської народної скрипки, яка найкраще підходить для виконання саме гуцульських народних мелодій. Разом із своїм учителем музики Василем Грималюком (Моґуром) суттєво удосконалив традиційну модель гуцульської народної скрипки.
Визнаний одним із найкращих майстрів із виготовлення скрипок в Україні. Добра слава про його майстерність дійшла до Канади, Німеччини, Італії, Польщі та інших країн Європи.
Його скрипки відомі під народною назвою — «Гуцульська скрипка Мартищука». Його брат — Микола Мартищук — живе у селі Снідавка і виготовляє добротні гуцульські цимбали.
«Кожній скрипці майстер присвячує не менше ніж півроку свого життя. І це не враховуючи майже десятиліття, яке йде на заготівлю матеріалу. Дерево на музичний інструмент можна рубати виключно у період з серпня по жовтень. Для основи скрипки найоптимальніші явір і смерека. Дрібніші деталі можна творити із екзотичніших порід — фернамбуку, сандалу, палісандру, а також чорного і так званого залізного дерев. Останнє — для того, аби витримати потужний натяг струн».
Свою першу скрипку Василь Мартищук зробив ще у школі з цільного шматка явора. Такий інструмент має назву «долобанка». Василь зіграв на ній вчительці та дітям у класі, і всі захоплено слухали.
Скрипка «Анна» 9 жовтня 1988 року стала переможницею конкурсу імені Антоніо Страдіварі у Кремоні. Цю скрипку майстер назвав іменем своєї матері.
Зараз скрипки Мартищука співають у стінах Львівської та Київської консерваторій, музиканти виконують на них класичні твори на престижних музичних конкурсах в Україні та за кордоном.

## Життєпис

### Дитинство та юність

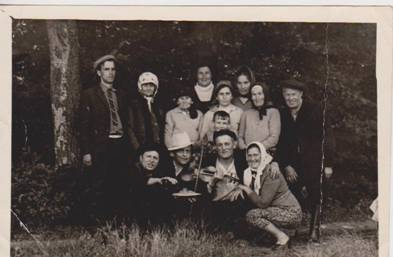
Василь Грималюк (Могур) і Василь Мартищук (Дупачуків) у центрі світлини — унікальне фото, надане родиною майстра

Васи́ль Мартищу́к — скрипковий майстер у третьому поколінні. Його дідусь, Микола Медвідчук (Дупачук), уродженець села Річка на Косівщині, мав справжню скрипку Антоніо Страдіварі й був відомим народним майстром із виготовлення гуцульських скрипок. Тато — Михайло Мартищук — ремонтував гуцульські скрипки і був добрим столяром. Отже, майстерність із виготовлення скрипок В. Мартищука є спадковою.

Мати — Ганна Мартищук — народила вісьмох дітей: чотири доньки й чотири сини. Василь народився під час Німецько-радянської війни. Згодом навчався у Косівському технікумі різьби та інкрустації. Працював на художній фабриці сувенірів у Коломиї, а у листопаді 1978 року почув по телевізору про фабрику для майстрів скрипок у Москві. Написав на телебачення листа і отримав запрошення приїздити на фабрику зі своїм інструментом. Сувора комісія, яка відбирала претендентів, не повірила, що можна створити таку красу з таким досконалим звучанням. І що автор цієї краси — звичайний хлопець з карпатських гір. Василь пройшов дуже жорсткий відбір професіоналів. До цієї школи з усього Радянського Союзу відібрали лише 10 чоловік.

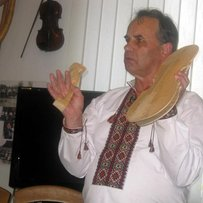
Василь Мартищук — автор власної методи створення гуцульської скрипки

Василь працював на фабриці майже 14 років. Її очолювали радянські знамениті майстри з виготовлення струнних інструментів, які щойно повернулися з Італії, де навчалися. Тож талант Мартищука з дитинства формувався на гуцульскому мистецтві, а згодом — на засадах класичної італійської школи.

### Досягнення

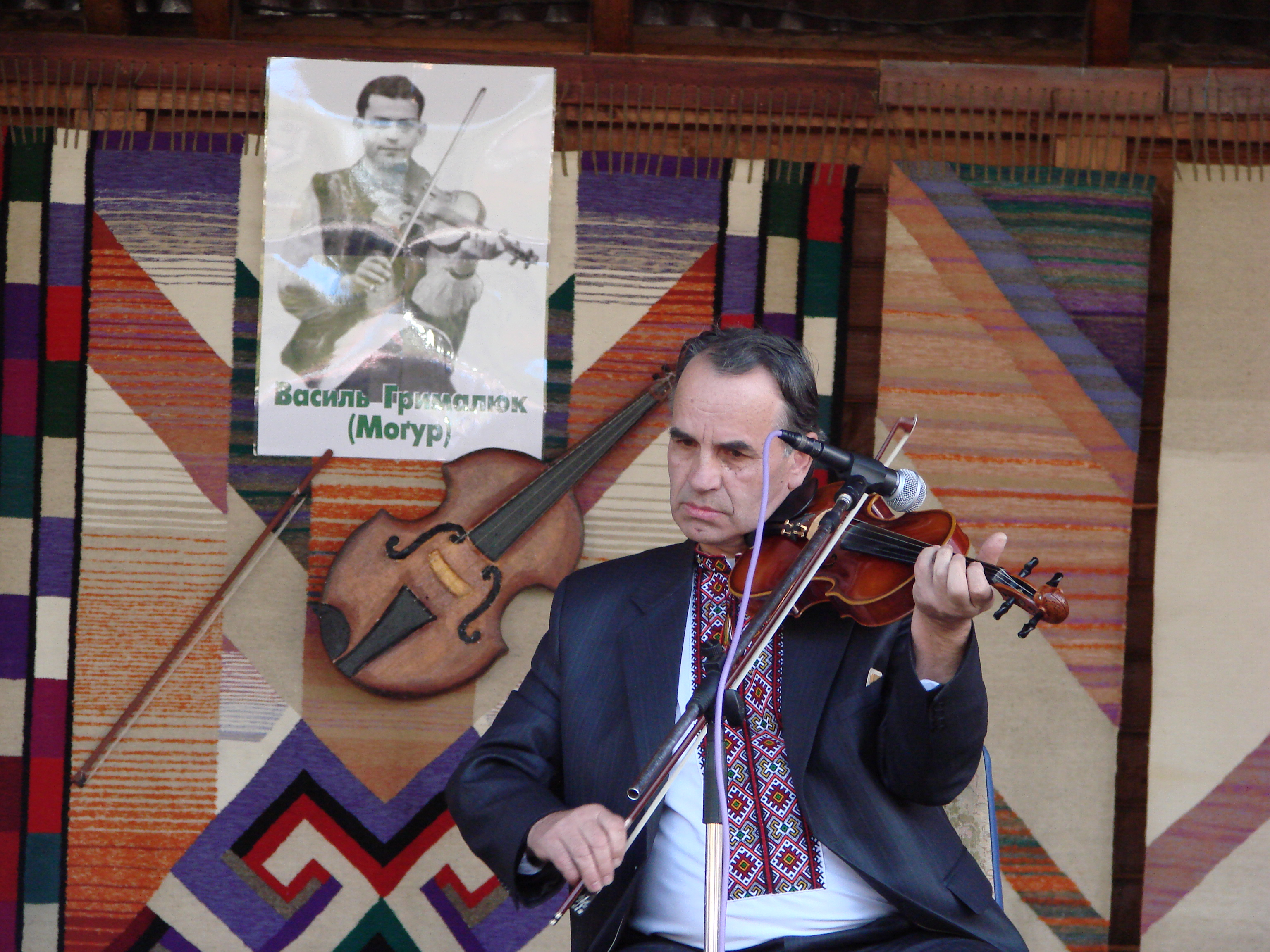
Скрипаль Василь Мартищук на фестивалі Могура у Верховині

Важливим періодом у творчій діяльності скрипкового майстра Мартищука була праця на Московській експериментальній скрипковій фабриці із виготовлення класичних скрипок. Згідно з творчим планом, щороку митець виготовляв і захищав перед художньою радою три «робочі» і одну «виставкову» скрипки.
Найбільшою своєю перемогою скрипковий майстер В. Мартищук вважає Почесний диплом імені Антоніо Страдіварі, який він одержав на «Міжнародній виставці-конкурсі класичних скрипок», що проходила 1988 року у м. Кремона в Італії. Талановитий митець з України у віці 45 років одержав заслужене визнання своєї майстерності на світовому рівні.
Скрипку, що вважає найкращим своїм дитям, майстер створив у 1992 році. Він назвав її «Карпатська красуня», інкрустував власною монограмою і не схотів продавати ні за які гроші.
Як пише завідувач Відділення «Гуцульщина» НДІ українознавства, краєзнавець Іван Зеленчук, «…найкращі народні гуцульські музичні твори і авторські технології виробництва народних музичних інструментів становлять безперечну національну цінність для Гуцульщини та всієї України.»

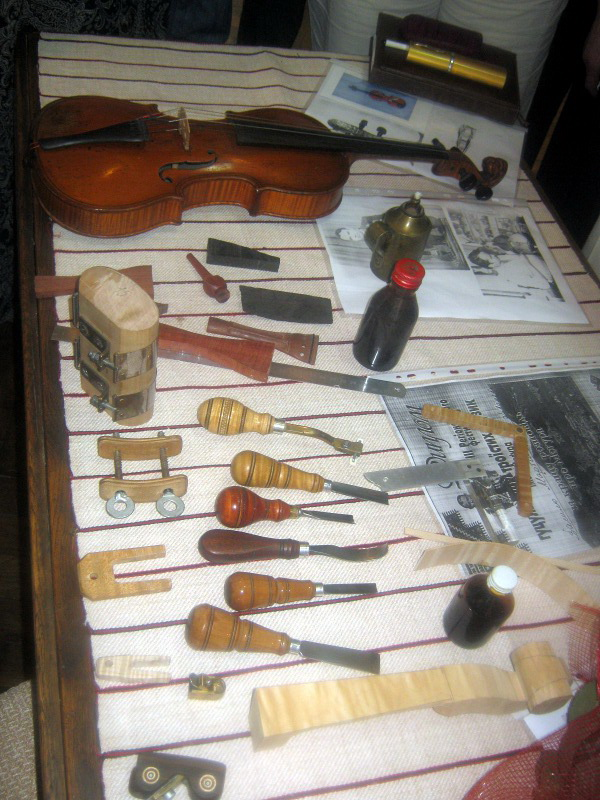
Класична скрипка має 80 частин, а гуцульська скрипка — ще більше.

За кілька десятків років творчої співпраці видатного музиканта Могура і скрипкового майстра В. Мартищука було створено досконалу «Гуцульську скрипку Мартищука» із найкращим звучанням гуцульських мелодій і прекрасним зовнішнім виглядом. Для винаходу такої досконалої скрипки майстрові справді потрібно мати «світлу голову, чутливе серце і золоті руки».
Зараз майстер живе і творить свої прекрасні скрипки в селі Ковалівка, Коломийського району. На даний час В. Мартищук майстерно виготовляє два види скрипок: «Гуцульські скрипки Мартищука» із місцевої карпатської деревини смереки і явора та класичні скрипки, моделі Антоніо Страдіварі.
За дослідженнями відомого етномузиколога Ігоря Мацієвського, славетна династія скрипкових майстрів Медвідчуків (Дупачукових) із села Снідавка на Косівщині, здавна робила досконалі гуцульські скрипки для відомих народних музикантів Гуцульщини: Івана Курилюка (Гавиця), Василя Грималюка (Могура), Андрія Семенюка (Юрчака), Семена Минайлюка (Шкапа), Дмитра Мельничука (Гриценька), Миколи Кошелюка (Малєра), Миколи Готича (Коця) та багато інших музикантів.
В монографії «Музичні інструменти гуцулів» Ігор Мацієвський підкреслює:
«У Гуцульському регіоні України нараховується біля 200 видів і різновидностей музичних інструментів, що є справжнім феноменом матеріальної і духовної культури гуцулів».
«На Гуцульщині ще й досі активно зберігаються власні традиції виготовлення скрипки, і вправний весільний музика-професіонал користується виключно музичними інструментами місцевих майстрів, він ніколи не гратиме на фабричних» [6, с. 60]. 
Творча лабораторія майстра В. Мартищука, його авторська технологія із виготовлення класичних і гуцульських народних скрипок, у створенні якої брав участь В. Грималюк (Могур), є неоціненним національним надбанням України.
Сам Василь Мартищук так висловився про свою співпрацю із В. Грималюком: «Я пішов до Могура на науку, аби досягти майстрового звучання своїх скрипок».

## Цікаві факти
- Щоб піднятись на якісно вищий рівень майстерності із виготовлення автентичних гуцульських скрипок, Василь Мартищук навчився виконувати на скрипці гуцульські мелодії у Василя Грималюка (Могура), а потім «за науку» подарував своєму славному вчителеві найкращу скрипку власної роботи.

- Василь Мартищук не знає нот, а виконує складні гуцульські мелодії на скрипці на слух.

- Скрипка, що дісталася майстрові від діда, має вік понад 125 років. Дід Микола купив ту скрипку під час Німецько-радянської війни за 200 рублів (дуже дорого) і відразу закохався в цей інструмент.

- Класична скрипка має 80 частин, а гуцульська — ще більше.

- Українознавче дослідження творчої співпраці Василя Грималюка (Могура) і Василя Мартищука виконували краєзнавці Ярослав Зеленчук та Іван Зеленчук на основі відкритих літературних джерел та експедиційних матеріалів, зібраних під час проведення чисельних українознавчих експедицій. Серед них «Українознавче дослідження автентичного етномистецтва Гуцульщини». Під час цих експедицій було знято документальні відеофільми: «Могурова музика» і «Скрипка Мартищука» та розроблено проект створення в с. Зелене на Верховинщині Музично-меморіального музею Василя Грималюка (Могура).

- У експедиційній групі Відділення «Філія Гуцульщина» НДІ українознавства в різні часи, крім дослідників творчості Василя Мартищука, брали активну участь місцеві жителі Косівщини та Верховинщини, які цікавляться автентичним гуцульським мистецтвом: Іван Мицканюк, Галина Черкалюк, Катерина Зеленчук, Іван Сліпенчук, Марія Кавацюк, Іван Шатрук, Василь Рибчук та багато інших.